# Savitri
Pour l’article homonyme, voir Savitri (actrice).

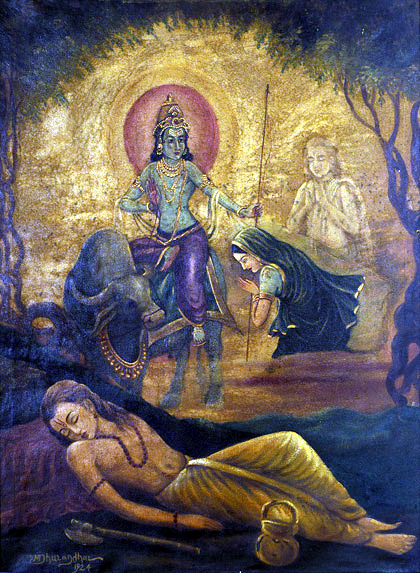
Savitri implore Yama (la mort) d'épargner son mari Satyavan. Gustav Holts s'inspira de cette légende tirée du Mahâbhârata pour son opéra Savitri opus no 25 (H.96). Tableau de M.V. Dhurandhar, 1924.

Savitri opus no 25 (H.96)  est un opéra de chambre de Gustav Holst sur un livret du compositeur en langue anglaise, composé en 1908.
L’histoire est basée sur un épisode du Mahâbhârata, une des épopées sanskrites, dans lequel est racontée la légende du couple Savitri et Satyavan.
Intéressé par l'hindouisme dès 1898, Holst apprend le sanskrit, car il n'est pas satisfait des traductions proposées en anglais. Ainsi, entre 1899 et 1914, il compose plusieurs œuvres inspirées des épopées indiennes.
Savitri est créé par une troupe d'artistes amateurs le 5 décembre 1916 et par des artistes professionnels le 23 juin 1921.
Pour écrire le livret, l'auteur traduit lui-même le texte à partir du sanskrit. L'opéra met en scène trois chanteurs solistes et un chœur féminin, qu’accompagne un orchestre de chambre de 12 musiciens.
La réception critique est partagée: soit enthousiaste, soit virulente.
Au XXIe siècle l'opéra est rarement interprété en concert, seulement dans le cadre de festivals de musique de chambre.
L'opéra ne durant qu'une demi-heure, les enregistrements disponibles incluent d'autres œuvres du compositeur.

## Historique
Savitri opus no 25 (H.96)  est un opéra de chambre de Gustav Holst sur un livret du compositeur, composé en 1908 et créé en 1916.

### Source
L’histoire légendaire du couple Savitri et Satyavan est tirée du Vana Parva (en) (le livre de la forêt), un des épisodes de l'épopée sanskrite le Mahâbhârata.
La princesse Savitri épouse un prince nommé Satyavan. Celui-ci, selon une prophétie, doit mourir jeune tué par Yama, le dieu de la mort. Mais Savitri parvient à le sauver.

### Genèse de l’œuvre
En 1898, alors qu’il est trompettiste à la Compagnie d'opéra Carl-Rosa (en), Holts découvre la civilisation indienne dans les ouvrages de l’orientaliste allemand Max Muller. Il apprécie particulièrement les hymnes du Rig-Véda et son attrait pour la culture hindoue est tel, qu’il s’inscrit à l’University College de Londres et à la School of Oriental and African Studies, dans la classe de Mabel Haynes Bode (en) pour y apprendre le sanskrit,.
Entre 1899 et 1914, les épopées sanskrites lui inspirent plusieurs œuvres outre Savitri, qui est la seconde d’entre elles

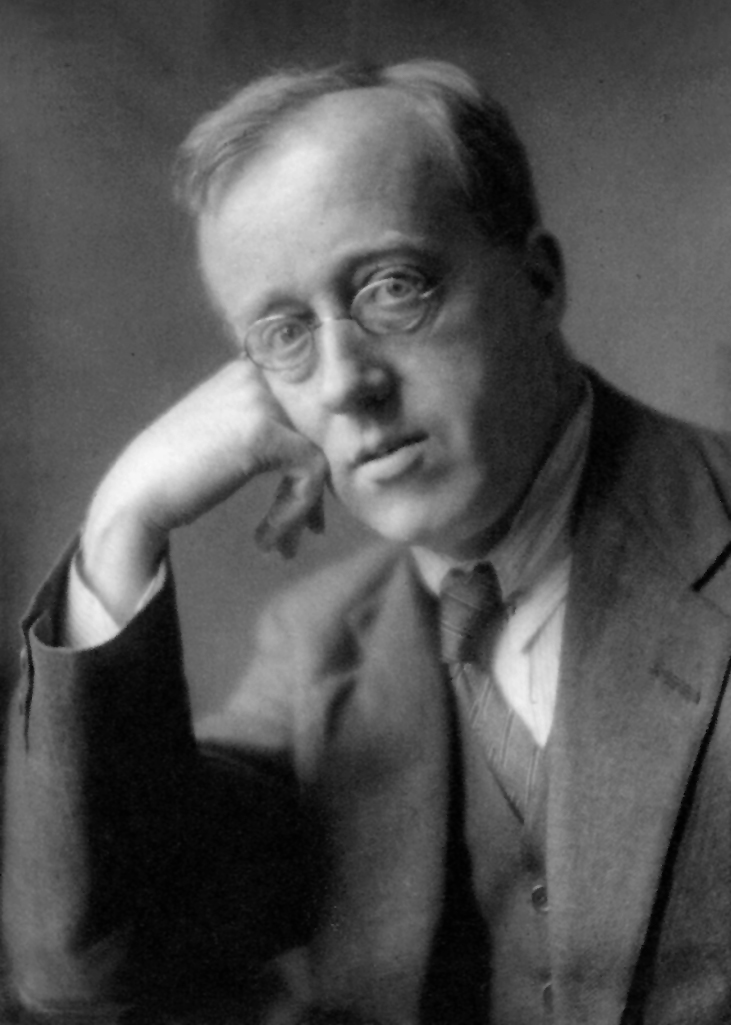
Gustav Holst en 1921, année de la première représentation professionnelle de Savitri.

### Première représentation
L'opéra est interprété pour la première fois huit ans après sa composition, par des artistes amateurs au Wellington Hall, dans le quartier de St. John's Wood à Londres, le 5 décembre 1916, sous la direction de Hermann Grunebaum.
La première représentation professionnelle, dirigée par Arthur Bliss, a lieu le 23 juin 1921 au Théatre lyrique de Hammersmith (en) à Londres, avec Dorothy Silk (en), soprano, dans le rôle-titre, Steuart Wilson (en), ténor, dans celui de Satyavan et Clive Carey (en), baryton, la Mort.

## Œuvre
L’opéra est écrit pour trois voix :  soprano, ténor, basse et un chœur féminin caché, accompagnés par un ensemble de douze instruments.

### Synopsis
Sāvitri est l’épouse du bûcheron Satyavān. Un jour, elle entend la voix de Yama (la Mort), qui lui annonce qu’il vient chercher son mari. Quand celui-ci revient de la forêt, son travail terminé, il trouve sa femme en pleurs. Elle lui explique pourquoi. Il tente alors de la consoler, lui disant que sa peur n'est qu'une illusion créée par Māyā.
Mais la Mort arrive et Satyavān s'écroule aussitôt sur le sol. Sāvitri demande à être emportée avec lui. Yama, ému par son amour, lui propose de réaliser tous ses souhaits, sauf celui de ramener son époux à la vie. Elle répond que cela est impossible : que serait sa vie sans Satyavān ?
Impressionné par un lien si fort, Yama est vaincu. Il se retire tandis que Satyavān reprend conscience. Savitri est comblée. Elle réalise que son bien-aimé avait raison: tout est illusion, même la Mort,.

### Livret
Holst écrit le livret, traduisant lui-même le texte à partir du sanskrit –parfois laborieusement– car il ne se satisfait pas des traductions en anglais à sa disposition. Les prince et princesse de la légende indienne sont transformés en un modeste couple de forestiers.

Sa fille et biographe Imogen Holst, elle-même musicienne, commente les traductions de son père en ces termes : 

« Il n'était pas poète, et parfois ses vers paraissent être empreints de naïveté. Mais ils ne semblent jamais être vagues ou négligés, car il s'efforçait de trouver les mots clairs et dignes à même de conduire l'auditeur dans un autre monde. »

### Rôles
- Sāvitri: soprano ;
- Satyavān: ténor ;
- La Mort: basse ;
- Chœur de femmes (sans paroles).

### Instrumentation
Douze instruments :
- deux flûtes, un cor anglais, deux quatuors à cordes, une contrebasse
- Durée d'exécution: trente minutes environ.

## Réception critique
Favorable
- Le critique musical britannique Andrew Clements écrit un article élogieux sur la façon dont l'opéra combine la culture "orientale" dans un format musical "occidental"[11];
- John Warrack commente l'utilisation par Holst de la bitonalité à l'ouverture de l'opéra, laquelle représente les royaumes de Sāvitri et de la Mort, distincts mais subtilement connectés[12].

Défavorable
- Le musicologue anglais Donald Mitchell (en) critique sévèrement l'opéra trop influencé, selon lui, par le style vocal de Richard Wagner[13];
- Byron Adams (en), musicologue américain, décrit les personnages de l'opéra comme étant plus des "archétypes" que des personnes[14].

Neutre
- Ralph Vaughan Williams, ami et collègue de Holst, a noté l'utilisation par celui-ci du style modal dans l'opéra[15].

## Postérité
De nos jours, Savitri est rarement interprétée en concert. En 2012 elle a fait partie des œuvres programmées dans le cadre du festival annuel de musique de chambre Upper Galilee Voice of Music Festival de Kfar Blum (Kfar Blum Festival) en Israël, où elle a été chaleureusement accueillie.

## Discographie sélective
- L'Orchestre City of London Sinfonia dirigé par Richard Hickox avec Felicity Lott, Patrizia Kwella, Philip Langridge, Hyperion 1983 ;
- Gustav Holst.  Savitri Op. 25/H 96  par l’ensemble  English Chamber Orchestra et Purcell Singers, dirigé par Imogen Holst, Janet Baker (mezzo-soprano)Robert Tear (ténor), Thomas Hemsley (baryton), The British Music Collection, decca no 470191,  (EAN 0028947019121) (coffret de 2 CD sur lesquels figurent d’autres œuvres dont:  Egdon Heath, Chorals Hymns from the RigVeda...), 2001.

## Sources
: document utilisé comme source pour la rédaction de cet article.
En français
- John Warrack et Harold Rosenthal (en), Guide de l'opéra, Paris, Fayard, 1986 (réedité en 1995), 970 p. (EAN 9782213595672) (il s'agit du code EAN de l'édition de 1995). Utilisé comme source pour cet article: édition 1986, p.371 .

En anglais
- (en) K.M Ganguly (traducteur), « Mahabharata Vana Parva, Section CCLXLV, p.3291-3295 », sur mahabharataonline.com (consulté le 19 février 2023).
- (en) Raymond Head, « Holst and India (III) », Tempo, no 166,‎ septembre 1988, p. 35–40 (lire en ligne). Consulté le  19 février 2023
- (en) A Thematic Catalogue of Gustav Holst's Music, Londres, Faber and Faber, 1974 (ISBN 0-571-10004-X).
- (en) The Great Composers : Holst, Londres, Faber and Faber, 1981, seconde éd. (ISBN 0-571-09967-X).
- (en) Gustav Holst : The Man and his Music, Oxford, Oxford University Press, 1990, 530 p. (ISBN 0-19-314154-X).
- (en) John Warrack, « Holst, Gustav Theodore », sur oxfordddnb.com, 6 janvier 2011 (consulté le 19 février 2023).